# Allactaga elater
Allactaga elater је врста глодара из породице скочимиш (Dipodidae).

## Распрострањење
Ареал врсте Allactaga elater обухвата већи број држава. Врста има станиште у Русији, Кини, Турској, Монголији, Казахстану, Авганистану, Пакистану, Ирану, Јерменији, Азербејџану, Грузији, Киргистану, Таџикистану, Туркменистану и Узбекистану.

## Станиште
Станишта врсте су полупустиње и пустиње. Врста Allactaga elater је присутна на подручју Каспијског језера. 

## Начин живота
Број младунаца које женка доноси на свет је обично 2-6. Годишњи број окота је просечно 2-3. Исхрана врсте Allactaga elater укључује разноврсне биљке, семе и инсекте.

## Угроженост
Ова врста је наведена као последња брига, јер има широко распрострањење и честа је врста.